# Hyperophora simplicicauda
Hyperophora simplicicauda är en insektsart som beskrevs av Piza Jr. 1950. Hyperophora simplicicauda ingår i släktet Hyperophora och familjen vårtbitare. Inga underarter finns listade i Catalogue of Life.